# 条纹松鼠
条纹松鼠（学名：Menetes berdmorei）为松鼠科条纹松鼠属的动物。在中華人民共和國，分布于云南等地，一般生活于竹林灌丛、村庄附近。该物种的模式产地在缅甸。

## 保护
- 中国濒危动物红皮书等级：渐危。
- 本种于2023年被收录入《有重要生态、科学、社会价值的陆生野生动物名录》[2]。